# Marumba
Marumba ist eine Gattung innerhalb der Schmetterlingsfamilie der Schwärmer (Sphingidae).

## Merkmale
Die Vorderflügel der Falter sind sandfarben, braun oder grau, tragen quer verlaufende Linien und haben einen gezähnten Außenrand. Die Spitze der Hinterflügel ist abgerundet. Der Saugrüssel ist zu zwei separaten Lappen reduziert und ist funktionslos. Die Fühler der Männchen tragen verlängerte Borstenhaare, das letzte Fühlersegment ist kurz. Der Hinterleib besitzt am Rücken keine breiten Schuppen, ist aber stark mit feinen Dornen bedeckt. Die Tibien sind stachelig, denen der Hinterbeine fehlt aber das mittige Paar Sporne. Die Tarsen sind kräftig, auf der Unterseite bilden Dornen eine mehr oder weniger kammförmige Reihe. Die proportionale Länge der Adern D2 und D3 der Hinterflügel ist variabel, D2 ist aber nie doppelt so lang wie D3, manchmal sogar kürzer als D3.
Die Eier sind proportional zur Größe der Falter sehr groß, oval und haben eine blass weißlichgrüne Färbung, gelegentlich mit bräunlichen Flecken.
Die Raupen sind grün und haben eine raue, fein gepustelte Körperoberfläche. Seitlich tragen die Tiere gelbe oder weiße Schrägstreifen, die ihnen Ähnlichkeit mit Raupen der Gattung Smerinthus geben. Das Analhorn ist gerade oder leicht gekrümmt und hat eine körnige Struktur. Junge Raupen haben einen ausgeprägten Höcker hinter dem Kopf.
Die Puppen sind runzelig, glänzend und haben starke Ähnlichkeit mit Puppen der Gattung Smerinthus, besitzen aber vorne zwei markante Erhöhungen. Der Saugrüssel ist nicht erkennbar. Der Kremaster ist kurz und breit und besitzt meistens zwei Spitzen.

## Lebensweise
Die Raupen ernähren sich hauptsächlich von Sträuchern und Bäumen aus den Familien der Walnussgewächse (Juglandaceae), Rosengewächse (Rosaceae), Lorbeergewächse (Lauraceae), Malvengewächse (Malvaceae) und Buchengewächse (Fagaceae).

## Systematik
Es sind 19 Arten aus der Paläarktis und Orientalis bekannt, lediglich eine, der Eichenschwärmer (Marumba quercus), ist im Westen der Paläarktis beheimatet.
- Marumba amboinicus (C. Felder, 1861)
- Marumba cristata (Butler, 1875)
- Marumba diehli Roesler & Küppers, 1975
- Marumba dyras (Walker, 1865)
- Marumba fenzelii Mell, 1937
- Marumba gaschkewitschii (Bremer & Grey, 1853)
- Marumba harutai Eitschberger & Ihle, 2012
- Marumba indicus (Walker, 1856)
- Marumba jankowskii (Oberthür, 1880)
- Marumba juvencus Rothschild & Jordan, 1912
- Marumba maackii (Bremer, 1861)
- Marumba nympha Rothschild & Jordan, 1903
- Marumba poliotis Hampson, 1907
- Eichenschwärmer Marumba quercus (Denis & Schiffermüller, 1775)
- Marumba saishiuana Okamoto, 1924
- Marumba spectabilis (Butler, 1875)
- Marumba sperchius (Ménétriés, 1857)
- Marumba tigrina Gehlen, 1936
- Marumba timora Rothschild & Jordan, 1903

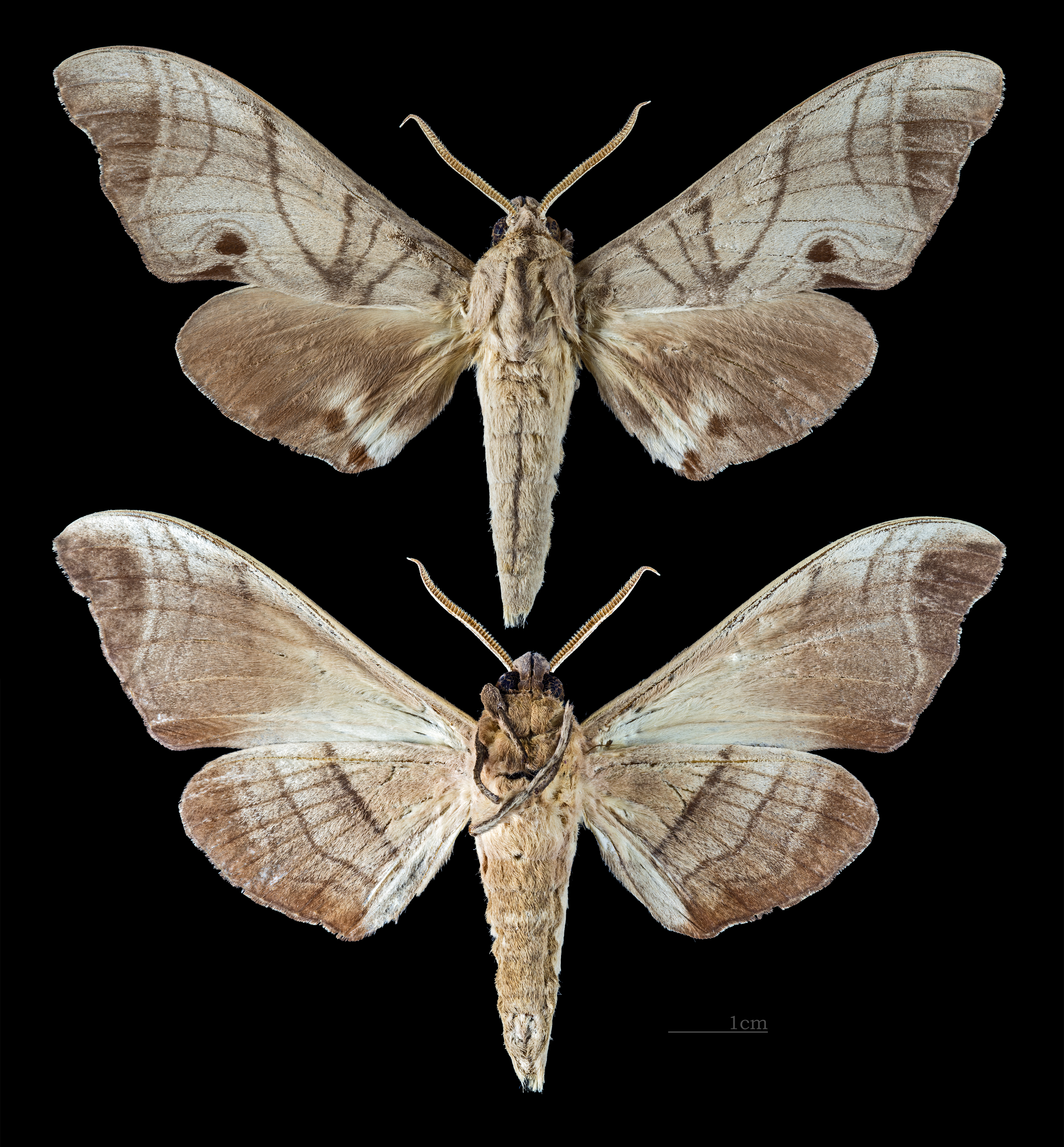
Marumba amboinicus
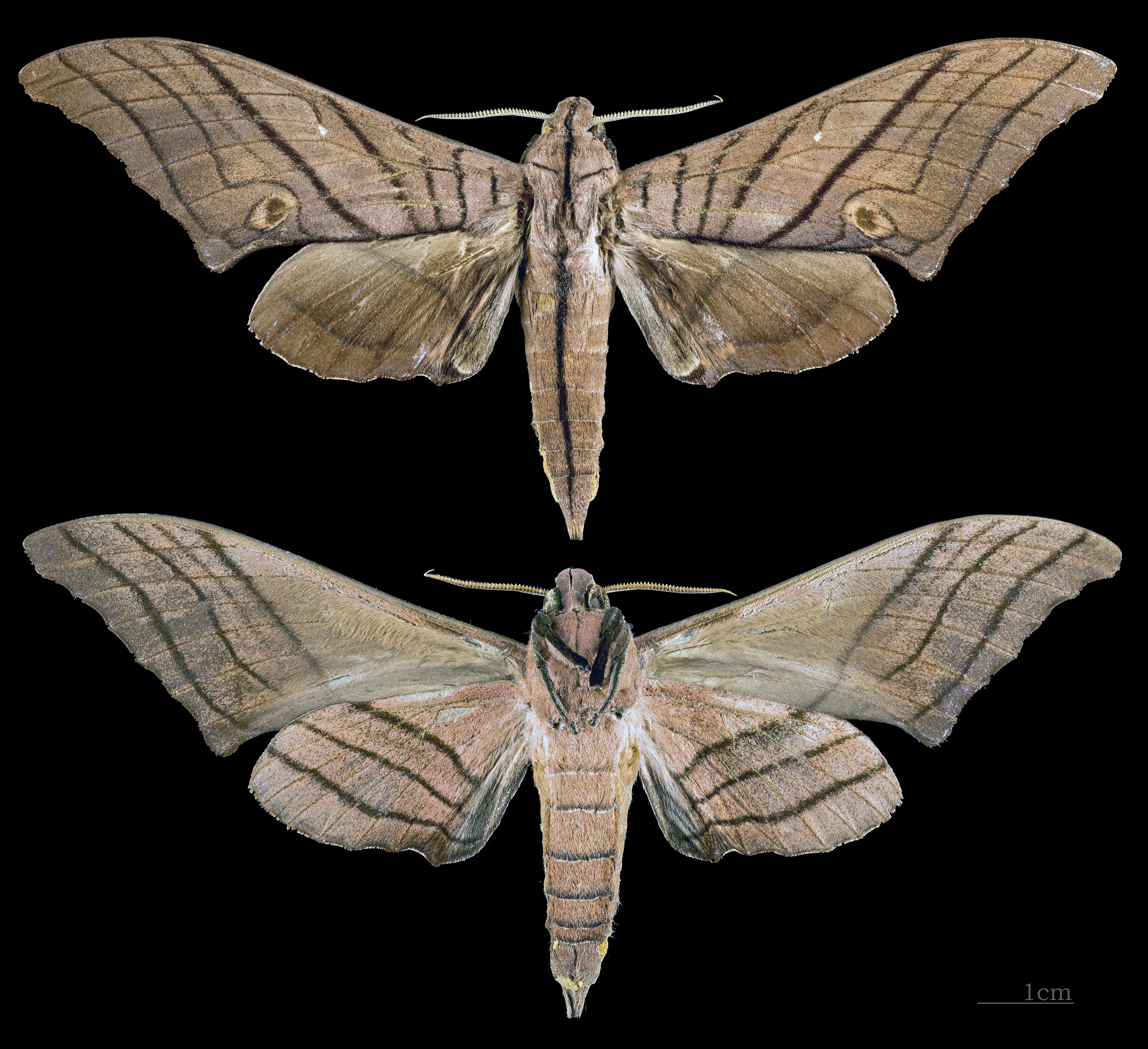
Marumba cristata
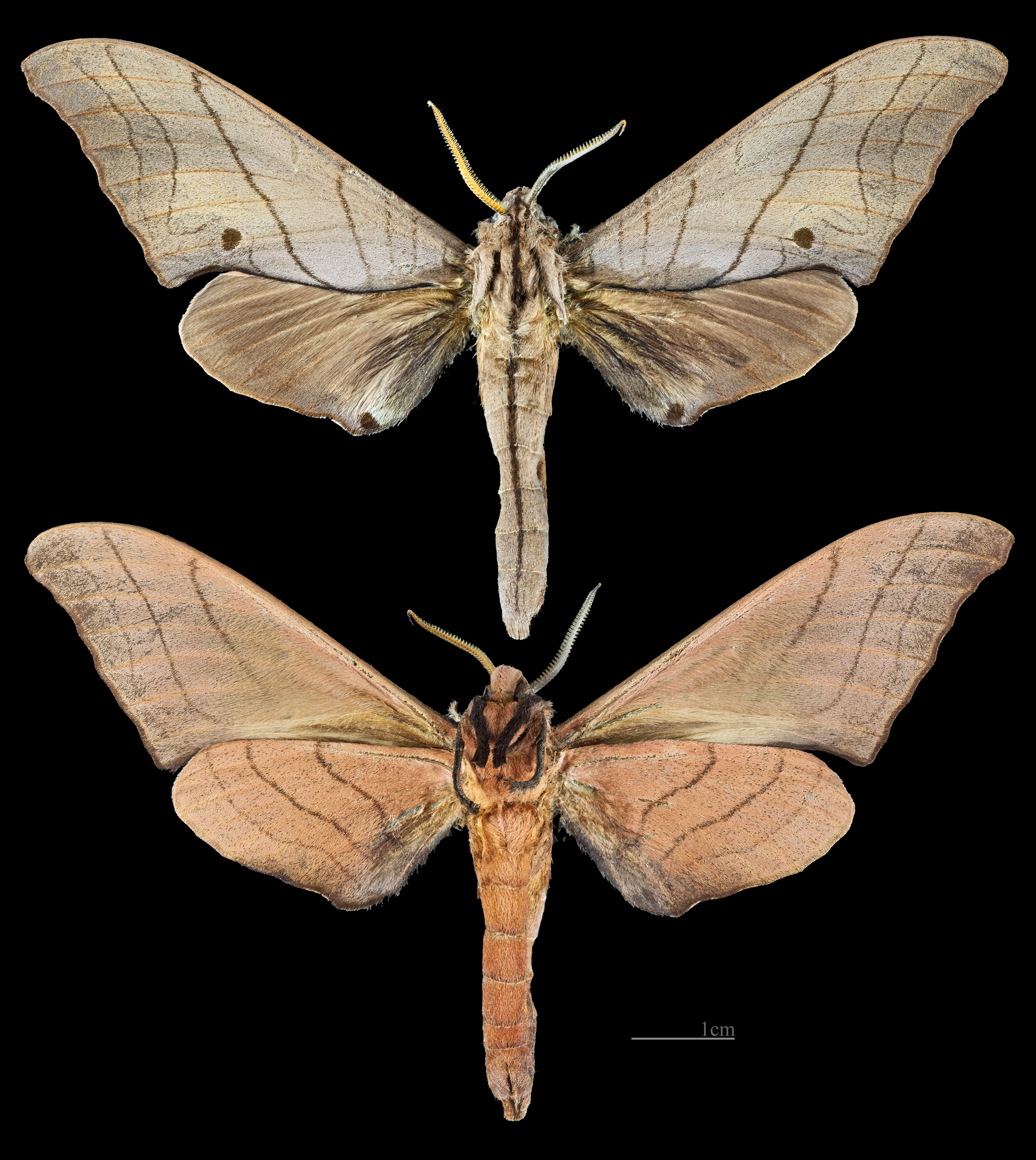
Marumba diehli
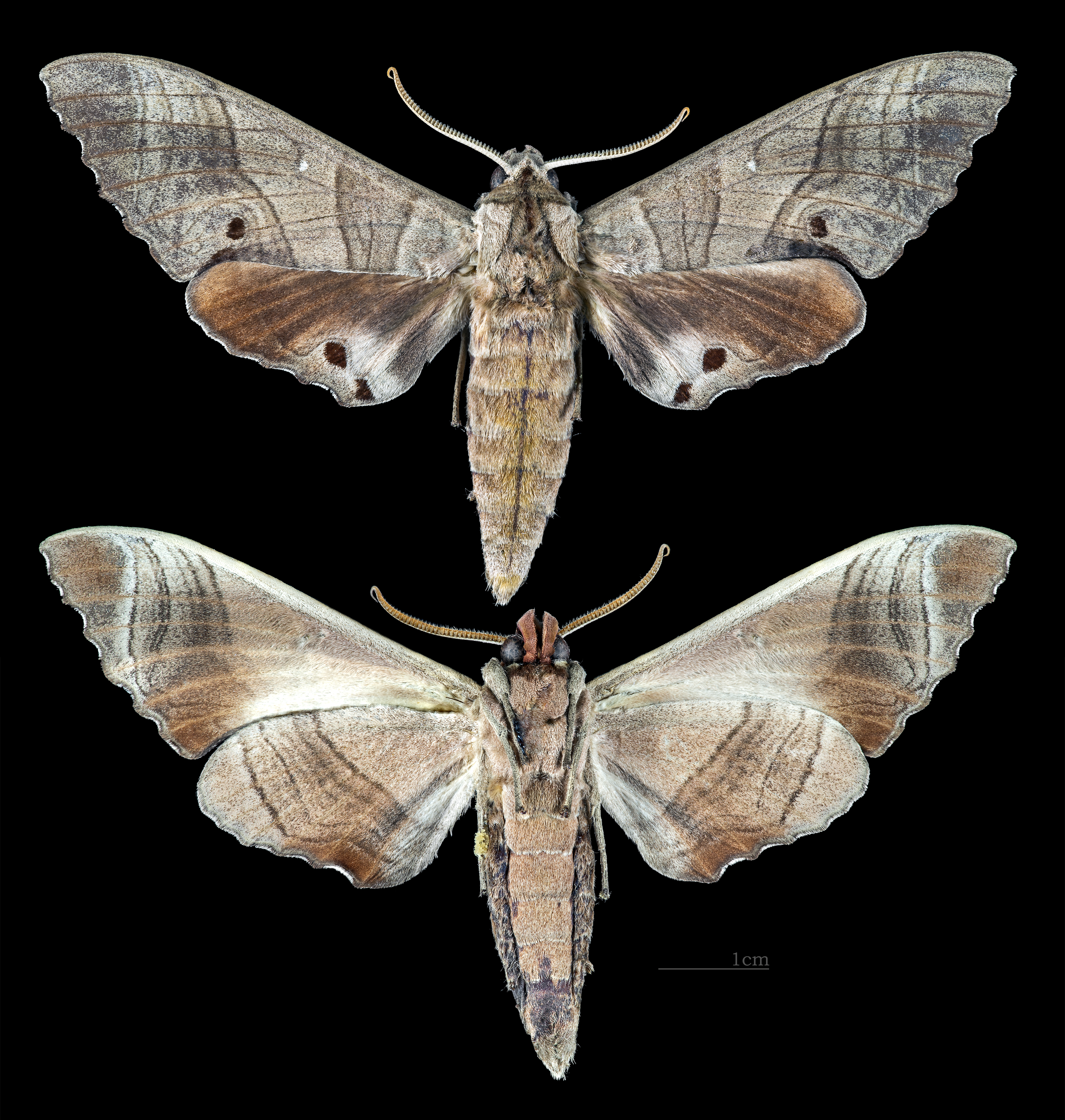
Marumba dyras
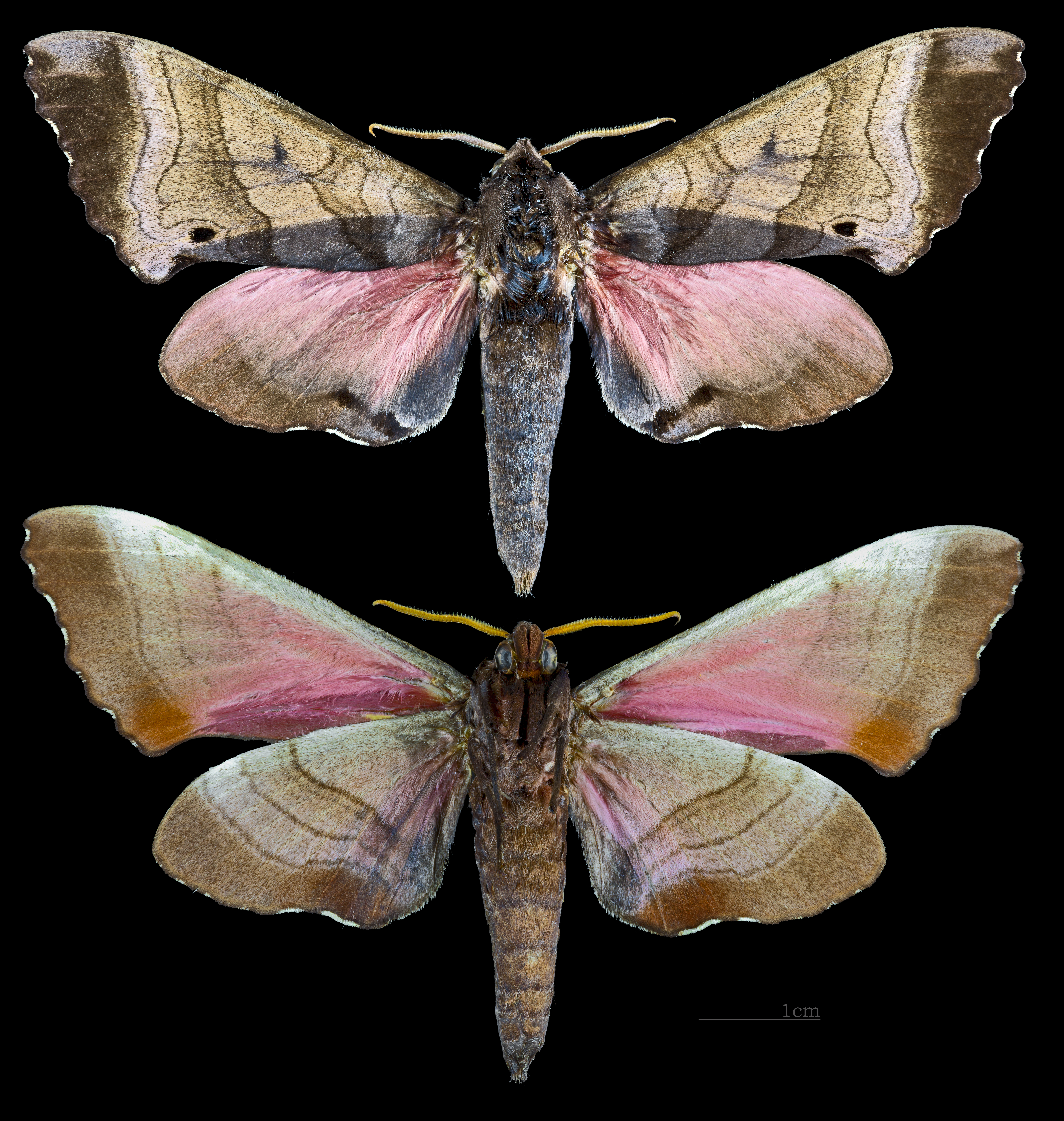
Marumba gaschkewitschii
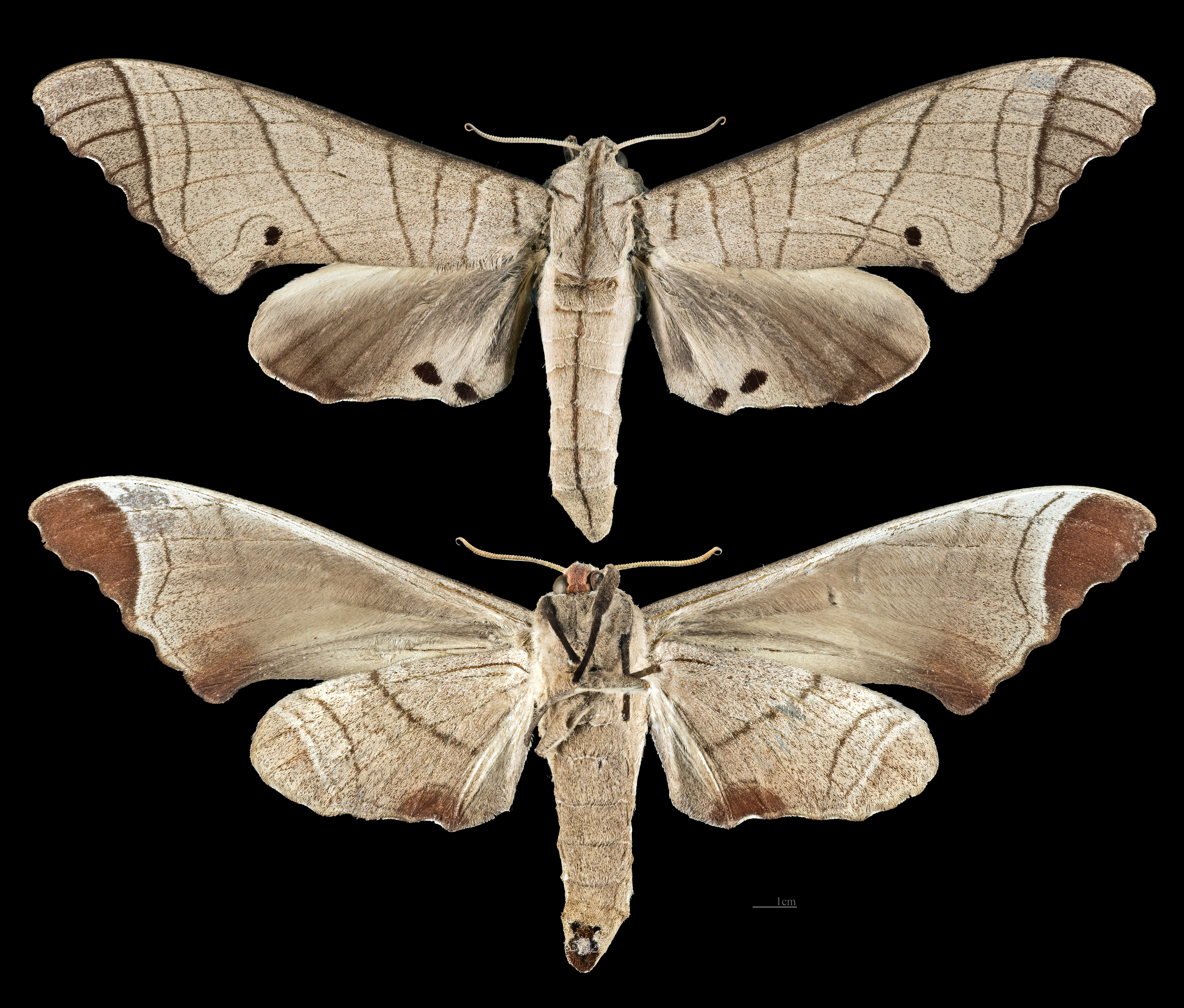
Marumba juvencus
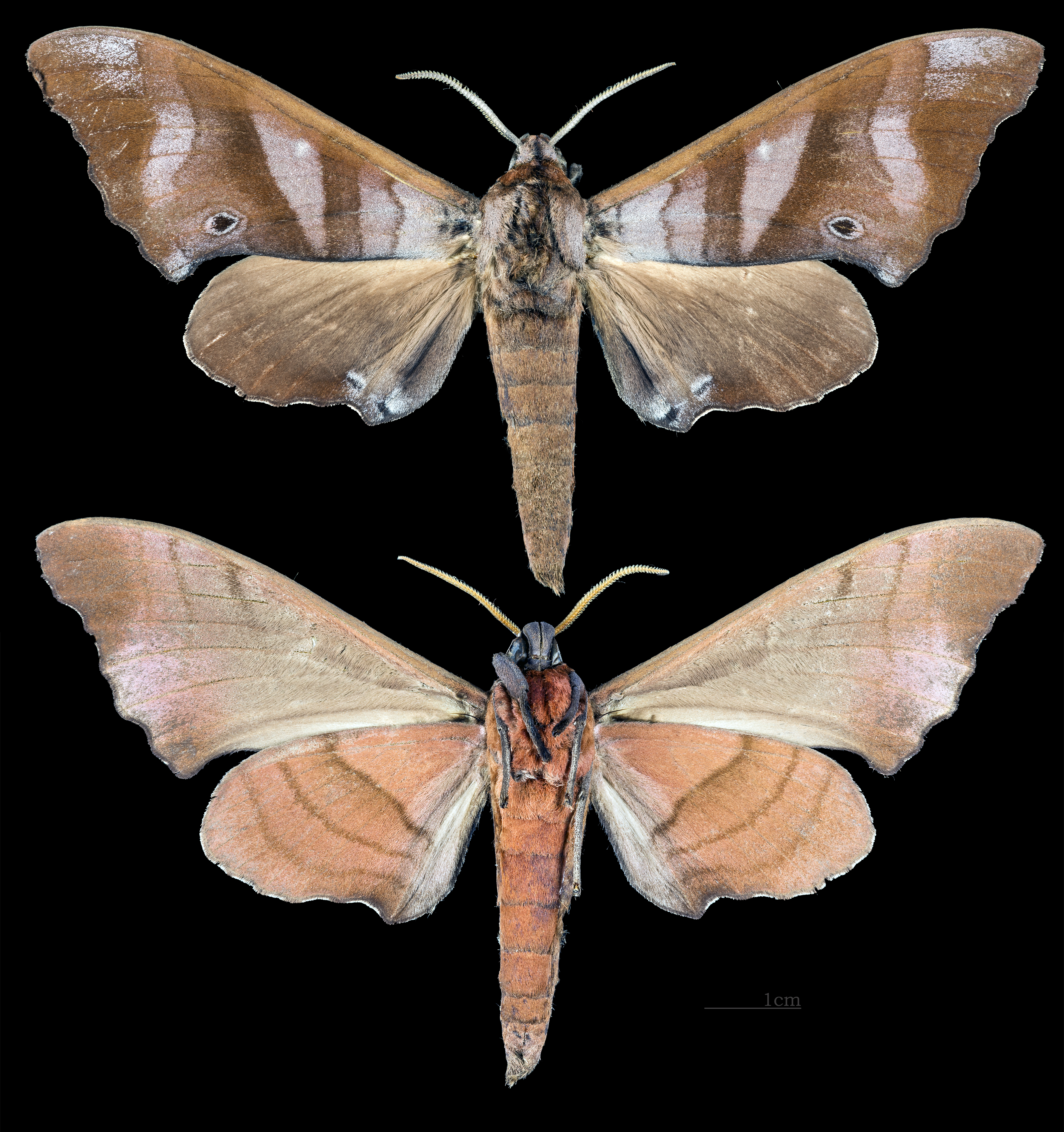
Marumba nympha
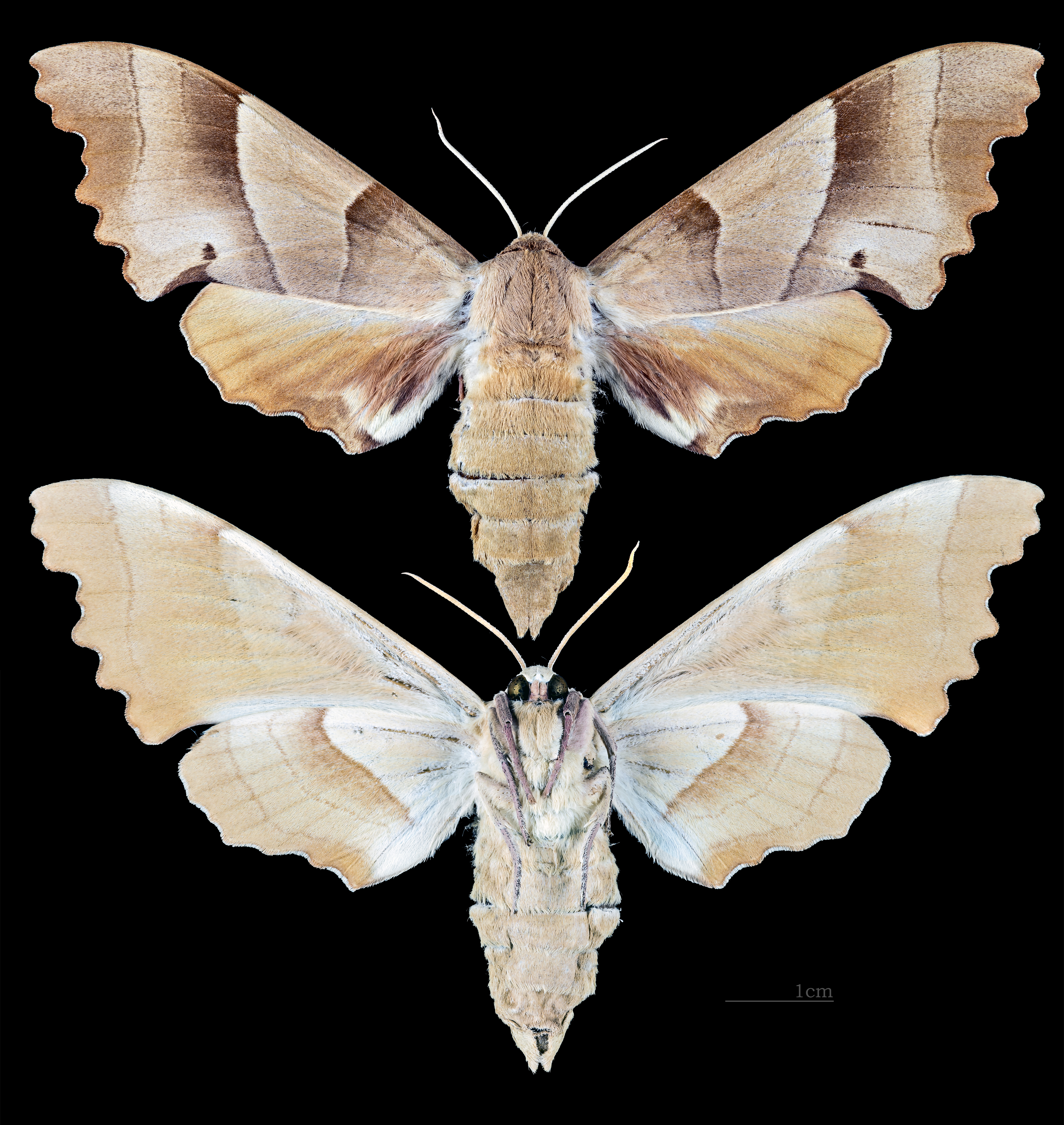
Marumba quercus
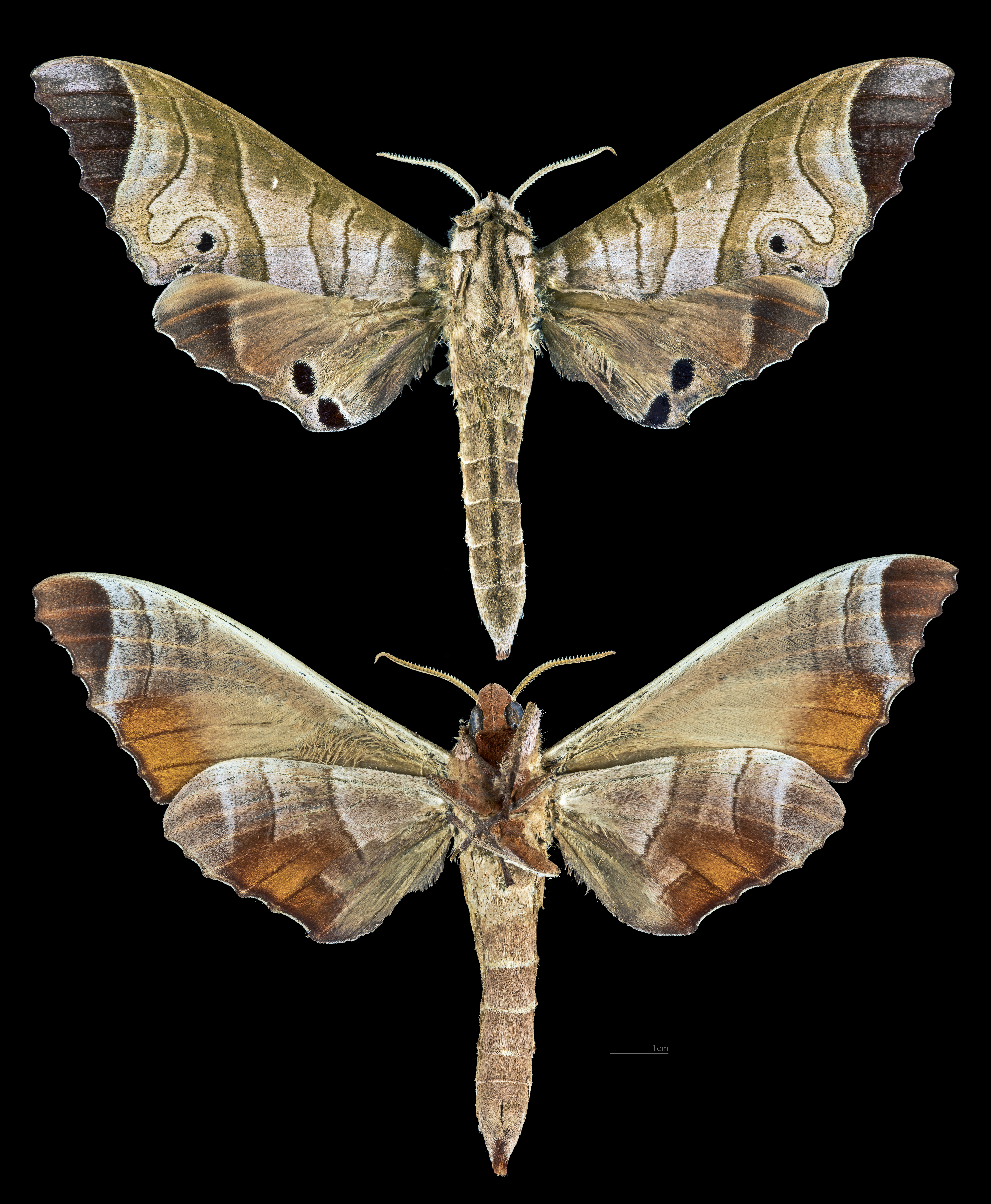
Marumba saishiuana
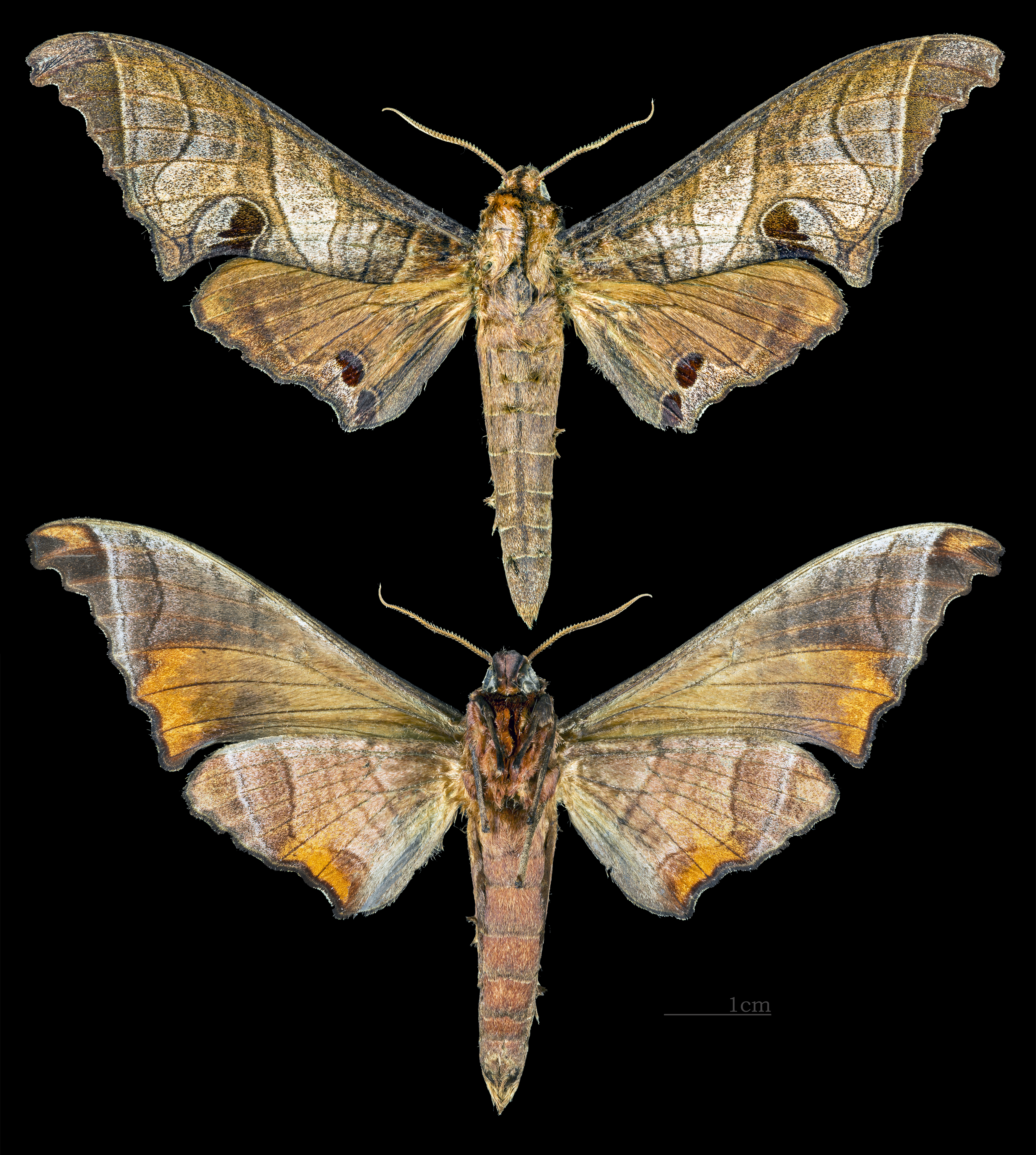
Marumba spectabilis
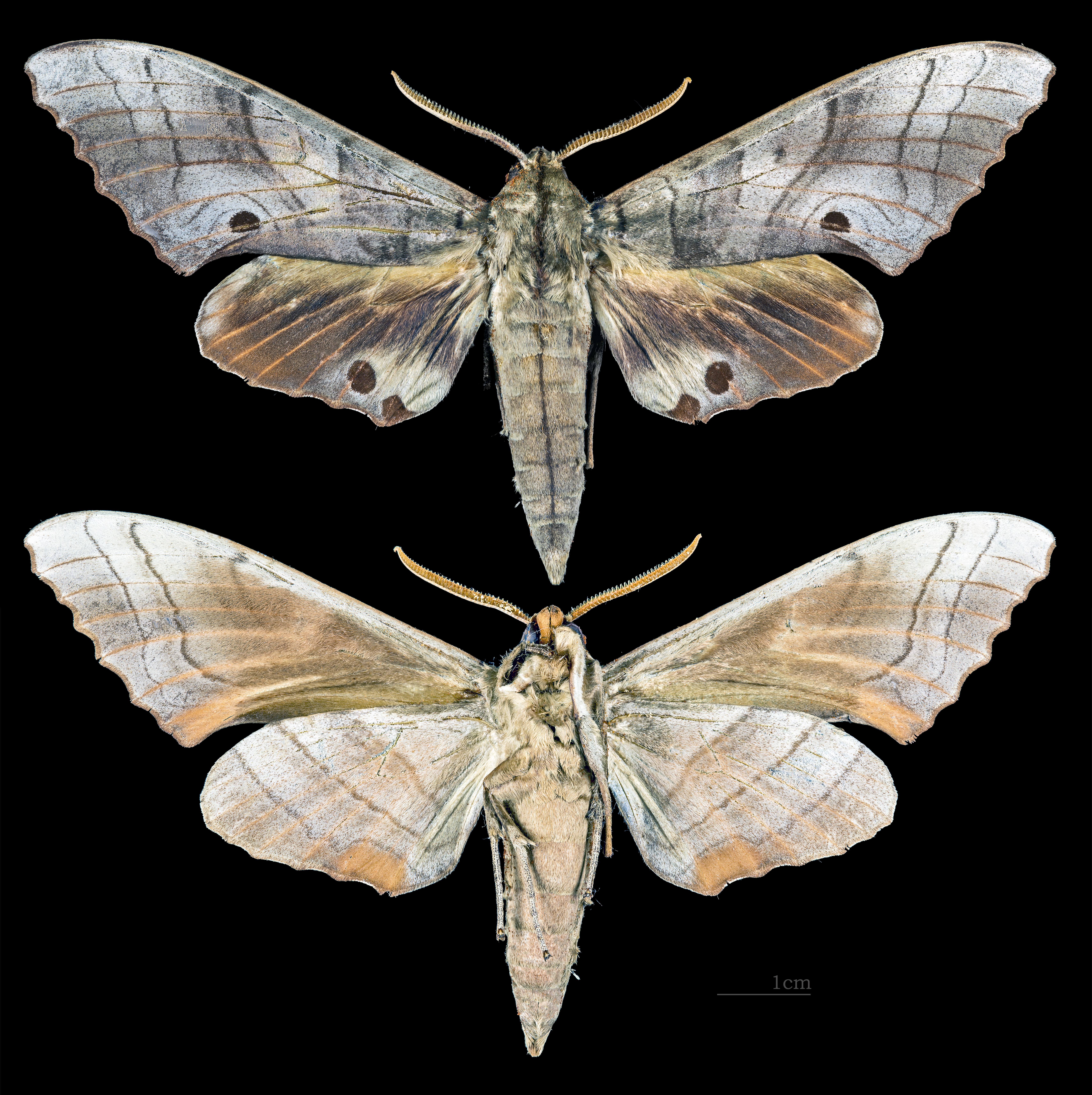
Marumba sperchius
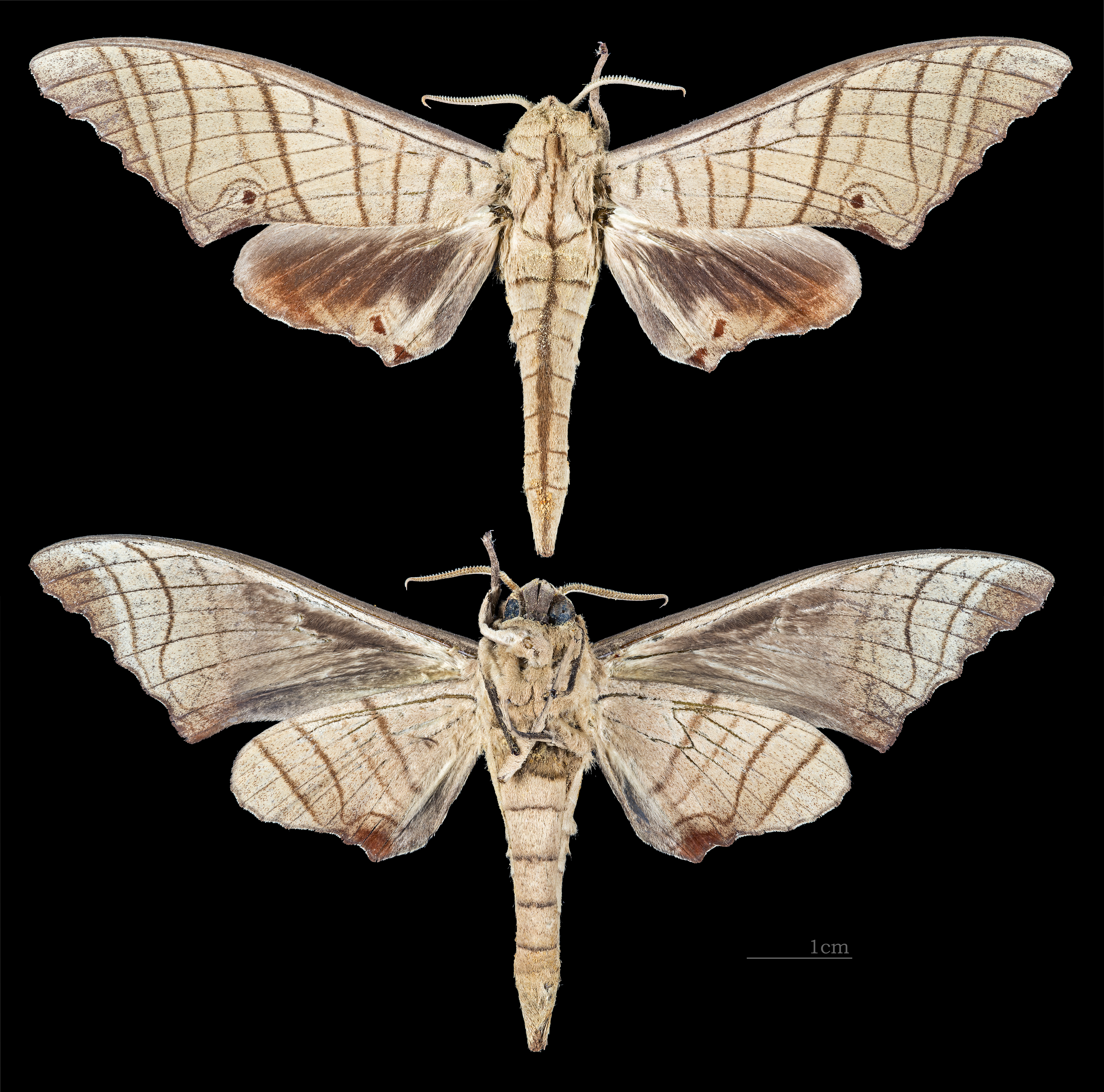
Marumba tigrina

## Belege